# Ultraphon
Ultraphon (i Frankrike Ultraphone) är ett skivmärke grundat av N.V.Küchenmeisters Internationale Ultraphoon Maatschapij 1929. 
N.V.Küchenmeisters Internationale Ultraphoon Maatschapij, med huvudkontor i Amsterdam och Berlin, hade redan många verksamheter som bokförlag, film (man ägde 40% av aktierna i Tobis Klangfilm), grammofontillverkning m.m., när man 1929 bestämde sig för att även ge ut skivor. Företaget var till en början framgångsrikt, men från 1931 börjar en lång rad betalningsinställelser och invecklade företagsombildningar. 1932 övertogs moderbolaget av Telefunken, som började ge ut skivorna under eget namn.
I Tjeckoslovakien hade Ravitas s.r.o. fått agenturen redan 1929 och 1932 köpte man den tjeckoslovakiska verksamheten från moderbolaget och bildade rent tjeckoslovakiskägt aktiebolag, Ultraphon AS. Från mitten av 1930-talet var Ultraphon det ledande skivbolaget i Tjeckoslovakien. Sedan grammofonindustrin förstatligats 1945 användes varumärket Supraphon, som tidigare använts för grammofoner.
I Frankrike bildade Küchenmeisterkoncernen tillsammans med Société Nobel Française ett dotterbolag, Société Ultraphone Française, i Villetaneuse 1931. Mest känt är franska Ultraphone för att ha gjort de första inspelningarna med Le Quintette du Hot Club de France ("Django" Reinhardt, Stéphane Grappelli m.fl) 1935. Den ekonomiska framgången uteblev, det hjälpte inte att man försökte sälja skivor på postorder och 1939 upplöstes bolaget. Efter andra världskriget använde sig det franska skivbolaget Vogue av presseriet.
I Sverige representerades Ultraphon, liksom Orchestrola, av AB Orchestrola, som var en efterföljare till svenska Vox. Som inspelningschef fungerade Georg Enders. Inspelningar gjordes bara två gånger i Sverige, övriga i Berlin. 1933 övertogs agenturen av Svensk AB trådlös telegrafi (SATT), och gav från november det året ut svenska Ultraphonskivor med Telefunkenetikett.